# Lysimachia azorica
Lysimachia azorica Hornem. ex Hook. é uma espécie de plantas com flor pertencente à família Primulaceae, endémica no arquipélago dos Açores, onde ocorre em todas as ilhas. É uma caméfito herbáceo, que atinge cerca de 20 cm de altura, com folhas opostas e vistosas flores amarelas, cujo habitat são as margens de bosques e clareiras acima dos 500 m de altitude, geralmente sobre substratos ricos em matéria orgânica e com grande humidade. Floresce entre Maio e Agosto.

## Descrição
Ocorre em florestas de loureiros e juníperos, em vertentes e grandes depressões no terreno. Ocorre também em áreas húmidas com saturação permanente, juntamente com outra espécies, nomeadamente com a também endémica Dryopteris azorica. Típica dos andares meso e supratemperado. Pode ser encontrado no habitat 4050, da Rede Natura, denominado Charnecas Macaronésicas Endémicas, um habitat prioritário em termos de conservação. Este tipo de habitat é formado por vegetação de até média altura, sendo que nestas, podem ocorrer, para além de L. azorica, também: Calluna vulgaris, Erica azorica, Juniperus brevifolia, Laurus azorica, Luzula purpureo-splendens, Myrica faya, Osmunda regalis, Thymus caespititius, Vaccinium cylindraceum e Viburnum tinus ssp.
No âmbito do projeto de conservação “Recuperação do habitat do Priolo na ZPE Pico da Vara/Ribeira do Guilherme”, que teve como um dos objetivos promover a espécie de ave, mas também a recuperação dos habitats de laurissilva, nomeadamente através do controlo de espécies vegetais exóticas, verificou-se que uma das espécies que ocorria em maiores concentração após esse controlo de exóticas era a L. azorica, sendo a sua densidade mais do dobro após de três anos desses controlos.
Em língua inglesa, a espécie tem Azores loose-strife como nome comum.

## História
Ao longo do tempo foram sendo levantadas dúvidas em relação à suposta afinidade entre L. azorica e L. nemorum.
Jens Wilken Hornemann, em 1817, fez cultivo da espécie que havia sido trazida dos Açores em forma de sementes. Este autor, deu o nome de L. azorica, embora tenha pensando tratar-se da espécie continental, L. nemorum.
Na obra Flora Azorica, de autoria de Moritz August Seubert, em 1844, a espécie é definida como L. nemorum. Ainda no século XIX, Hewett Watson, relatava afinidades existentes entre esta espécie e Lysimachia nemorum, não sabendo, à primeira vista dizer se se tratavam de espécies diferentes ou separadas, relatando o facto de espécies tão distantes, Açores e Reino Unido, serem tão semelhantes.,
Nos finais da década de 1860, Frederick du Cane Godman, viajou até aos Açores, tendo recolhido espécimenes animais e vegetais, tendo depois pedido a vários cientistas para colaborarem na obra denominada Natural History of the Azores, publicada em 1870. Hewett Watson, foi um desses colaboradores, tendo feito descrições de 478 espécies, 40 das quais eram endémicas dos Açores. Com os dados obtidos, descredibilizou a hipótese de que os Açores terem sido um prolongamento do continente europeu, tendo também concluído, com base em dois pares de espécies (Erica azorica x Erica scoparia e Lysimachia azorica x Lysimachia nemorum), que a teoria de evolução proposta por Charles Darwin era suportada pela sua análise destes dois pares de espécies.
Num artigo de 1956, na publicação Boletim da Sociedade Broteriana, Rui Teles Palhinha, refere-se à planta como Lysimachia açorense, tendo concluído por observações e comparações com L. nemorum, a planta de origem continental, que se tratavam da mesma espécie, embora a existente nas ilhas fosse tratada como subespécie, Lysimachia nemorum subsp. azorica (Hook.) Palhinha. As diferenças apresentadas baseavam-se no tamanho das flores, maiores na espécie insular, nas pétalas que se apresentavam mais estreitas, as folhas de aparência obtusa, e os caules que não tinham um hábito tão prostrado.
No volume II da Nova Flora de Portugal, do ano de 1983, João do Amaral Franco, corrobora a visão de que os dois tipos não têm uma distinção clara que fizesse colocá-las em espécies separadas, relatando-a como L. nemorum.
Em, 1988, estudos a nível citológico, fitoquímico, efetuados por técnicas de cromatografia planar e cromatografia líquida de alta eficiência, e a existência de vários características morfológicas, indicam ser distinta de L. nemorum, não sendo nem uma variedade nem um ecótipo, ao ponto de se propor uma individualização do táxon, como L. azorica, sendo esta visão sido já partilhada por outros autores em ocasiões anteriores.
L. azorica difere de L. nemorum por ter um hábito procumbente em vez de prostado, sendo que esta característica permite-lhe adaptar-se melhor às zonas declivosas e rochosas onde ocorre. Não é crível que estas duas espécies sejam descentes divergentes de um ancestral intermediário comum.

## Genética
Esta espécie possui um número de cromossomas 2n=32. É de provável origem autopoliploide, tendo derivado do diploide de L. nemorum.
O Universal Protein Resource (UniProt), refere a existência de sequenciamento de 3 proteínas destas espécie, presentes no cloroplasto: uma subunidade grande da RuBisCO - carboxilase/oxigenase (gene rbcL), uma subunidade grande da rubisco (carboxilase) e uma maturase K (gene matK)